# Montastraea cavernosa
Espèce
Montastraea cavernosa est une espèce de coraux appartenant à la famille des Montastraeidae.